# 카스텔프렌타노
카스텔프렌타노(이탈리아어: Castel Frentano)는 이탈리아 아브루초주 키에티도에 있는 코무네이다. 보코노토라는 디저트로 유명하다.